# Юнжэнь
Юнжэ́нь (кит. упр. 永仁, пиньинь Yǒngrén) — уезд Чусюн-Ийского автономного округа провинции Юньнань (КНР).

## История
Уезд был выделен в 1929 году из уезда Даяо.
После вхождения провинции Юньнань в состав КНР в 1950 году был образован Специальный район Чусюн (楚雄专区), и уезд вошёл в его состав.
Постановлением Госсовета КНР от 18 октября 1957 года Специальный район Чусюн был преобразован в Чусюн-Ийский автономный округ.
В сентябре 1960 года уезд Юнжэнь был присоединён к уезду Даяо, но уже в марте 1962 года он был воссоздан.
Постановлением Госсовета КНР от 8 ноября 1974 года часть территории уезда Юнжэнь была передана в состав городского округа Дукоу провинции Сычуань.

## Административное деление
Уезд делится на 3 посёлка, 3 волости и 1 национальную волость.

## Экономика
В уезде активно развивается солнечная энергетика — солнечными панелями покрывают склоны холмов и предгорья.
Юнжэнь является крупным центром сбора и обработки трюфелей. В 2022 году в уезде было собрано 45 тонн трюфелей стоимостью 18 млн юаней (2,48 млн долл. США); общая площадь трюфельных плантаций превышала 130 га.